# Central tèrmica de Fígols
La central tèrmica de Fígols fou una central termoelèctrica de carbó, situada al municipi de Cercs (Berguedà), que va estar activa entre 1931 i 1970. La central es va crear per iniciativa de José E. de Olano i Loyzaga, comte de Fígols i propietari de les mines de carbó, per tal de convertir el carbó de lignit extret en electricitat a peu mateix de la mina, sense haver de transportar-lo, com es va fer també amb la central tèrmica d'Adrall.

## Construcció
Les obres de construcció de la central van començar el 1929 i van tenir una durada de dos anys. Van anar a càrrec de l'empresa Riegos y Fuerza del Ebro S.A., filial de la popular empresa Barcelona Traction, Light and Power, coneguda com La Canadenca. La central disposava de dues calderes i d'un condensador de superfície.
El conjunt de la instal·lació de polvorització i les xemeneies metàl·liques van ser subministrades per Babcock & Wilcox, una empresa nord-americana que fabricava calderes de vapor, turbines hidràuliques, grues, transportadors, locomotores dièsel i tota classe de motors i engranatges a les seves factories de Sestao i Galindo, a Biscaia. Tot i que la central va ser dissenyada per poder funcionar amb dos turboalternadors, només se'n va instal·lar un, construït per la casa British Thomson Houston.
La central es va connectar a l'estació transformadora de Vic el 1931, mitjançant una línia d'alta tensió de 81 km, alimentada per quatre transformadors monofàsics de 3.000 KVA a les tensions de 6.300/23.000 V.

## Funcionament
La central tèrmica, que estava situada pràcticament a peu de mina, aprofitava el lignit que s'extreia d'aquesta zona. A més, es va dissenyar per cremar residus (mixtes i schlams) i fins i tot residus procedents del nou rentador que es va inaugurar també el 1931, i en cas d'insuficiència de residus, estava preparada per cremar el residu més estèril de carbó que la mina ja no aprofitava. amb un rendiment màxim de 35 tones de vapor per hora a càrrega màxima contínua, i un turbogenerador que tenia una potència màxima de 10.000 kW. L'aigua procedia primer del canal industrial de Berga, i més endavant d'uns pous propers. La tèrmica de Fígols estava destinada a desenvolupar el paper d'una central de base. Donava suport al sistema que mantenia energèticament Barcelona, i funcionava únicament durant els 8 mesos del període més sec dels anys de pluviometria escassa o mitjana, ja que l'empresa Riegos y Fuerza del Ebro prioritzava en tot moment la producció hidroelèctrica. La producció mitjana es calculava entre 1.500 i 2.500 hores anuals.
La central consumia carbó en pols que prèviament s'havia tractat al modern rentador de carbó, inaugurat el 1931. Es tractava d'un impressionant edifici a peu de carretera, avui desaparegut, conegut popularment com la llímpia o el lavadero, que identificava la zona minera, on el lignit era rentat i classificat. El carbó es transportava per mitjà d'un pla inclinat des del rentador de carbó fins a la central, on una vegada triturat i polvoritzat s'utilitzava com a combustible.

## Característiques
Les dues calderes, amb un rendiment màxim de 35 tones de vapor per hora a càrrega màxima contínua, tenien 671 m² de superfície, treballaven a la pressió de 25 kg/cm² i a una temperatura màxima de 400 °C. Estaven equipades amb dos rescalfadors amb un total de 1908 m² i estaven proveïdes de cambres de combustió del sistema Bailey, alimentades per carbó polvoritzat. El turboalternador treballava a la pressió de 22 quilos/cm² i a una temperatura de 375 °C, i proporcionava una potència de 13.600 CV a 3000 rpm. L'alternador donava 12.500 kVA a 6000 V. La xemeneia de la central, d'uns 50 metres d'alçada, escopia el fum d'un carbó que podia arribar a tenir un 30% de cendres i un 8% de sofre.

## Història
A començaments de la dècada de 1920, i a conseqüència de la crisi econòmica provocada pel final de la Primera Guerra Mundial que provocà una davallada de les vendes i l'acumulació de grans quantitats de carbó, Olano es plantejà de destinar una part de la producció a la generació d'electricitat amb una central tèrmica. Va establir contactes amb la companyia Cooperativa de Fluido Eléctrico, que tenia centrals hidroelèctriques al Segre i a l'alt Cardener, però el projecte no va reeixir i finalment aquesta companyia va construir la central tèrmica d'Adrall (Alt Urgell). Olano no va defallir i va continuar els contactes amb altres empreses, com la Compañía Hispano Americana de Electricidad, SA a través de Francesc Cambó. El principal obstacle era construir la xarxa de distribució d'electricitat en alta tensió, i precisament va ser arran del concurs per al disseny i execució de l'anomenada Red Nadional de Energía Eléctrica que el 1926 va convocar el Ministerio de Trabajo, Comercio e Industria que Olano va contactar amb Alfredo Viñas Heras de la companyia Energia Elèctrica de Catalunya (EEC), amb el qual es va comprometre a subministrar el carbó a preu de cost a canvi que EEC aboni a Carbones de Berga, SA (CBSA) la quantitat d'un cèntim (de pesseta) per cada kw/h produït, quantitat revisable en el futur.
Finalment la central es va començar a construir el 1929 i es va inaugurar el 1931. Es va construir molt a prop de la boca de la mina nova de la Consolació, foradada a partir de 1926. Durant 1930 i 1931 l'enginyer-director fou Albert Keller, que tenia el càrrec de cap de la secció de Conservació i Obres d'Energia Elèctrica de Catalunya i treballava a les obres de connexió d'estanys per a la central de Capdella. En posar-se en marxa la central de Fígols, Keller va tornar a Capdella.
La Guerra Civil va tenir uns efectes catastròfics per a la central, ja que, d'una banda, l'aviació franquista la va bombardejar el 1938, i de l'altra, el gener de 1939, les tropes republicanes la van inutilitzar durant la retirada, fins al punt que podia haver comportat el tancament definitiu de les instal·lacions. El 1941 es va acordar tornar a posar en marxa la central, per la qual cosa va ser necessari instal·lar un nou alternador i renovar totalment les calderes. Les reformes es van dur a terme entre el 1943 i 1944, amb les noves calderes subministrades per l'empresa Babcok and Wilcox Company, i la nova turbina de la casa suïssa Brown, Boveri & Cie, la qual proporcionava una potència de 19.600 CV a 3.000 rpm, i l'alternador donava 16.000 kVA a 6.000 V. Durant el període d'autarquia, caracteritzat per les restriccions elèctriques, la central va tenir un paper molt important i va treballar més hores de les inicialment previstes.
A finals de la dècada de 1960 la central ja havia quedat obsoleta, i aleshores l'empresa elèctrica FECSA que des de 1965 era propietària de la totalitat de les accions de l'empresa minera CBSA es va plantejar la necessitat de construir una nova central temoelèctrica. Aquesta fou la central tèrmica de Cercs, situada molt a prop de la vella, que es va acabar de construir el 1970 -any en què va deixar de funcionar la central vella- i es va inaugurar oficialment, després d'un període de proves, el 12 d'agost de 1971. Aquesta nova central va estar activa fins al 31 de desembre de 2011.
De l'antiga central tèrmica de Fígols actualment només se'n conserva l'edifici central, que va passar a acollir l'empresa CABISA, dedicada a la fabricació de materials de construcció a partir del reciclatge d'una part de les cendres de la nova central tèrmica de Cercs, mentre aquesta va estar en funcionament.